# لاولر (آیووا)
لاولر (به انگلیسی: Lawler) شهری در ایالت آیووا کشور ایالات متحده آمریکا است که جمعیت آن در سرشماری سال ۲۰۱۰ میلادی، ۴۳۹ نفر بوده‌است.